# Меланоцет Джонсона
Меланоцет Джонсона, или чёрный удильщик Джонсона (лат. Melanocetus johnsonii) — хищная глубоководная рыба из семейства меланоцетовых отряда удильщикообразных.

## Образ жизни
В качестве приманки добычи рыба использует очень светлые фотофоры на конце иллиция на голове, похожего на удочку. Приманку (эску) приводят к свечению специальные бактерии, живущие с рыбой в симбиозе. Рыбы привлекают своими фотофорами мелких раков, миктофовых и гоностомовых. Их хорошо растягивающиеся желудки позволяют им проглатывать добычу, превосходящую их по размеру. Так, в животе меланоцета Джонсона длиной 6,6 см была найдена рыба рода хаулиодов длиной 24 см.
Особенностью вида является тот факт, что самец меланоцета Джонсона длиной не более 3 см, в то время как самка достигает длины до 18 см. В отличие от самцов других видов цератиеподобных, самцы меланоцета Джонсона не паразитируют на самках, а живут отдельно.
Вид обитает в умеренных и тропических областях всех мировых океанов на глубине от 100 до 4500 м. Пелагические личинки живут в верхнем стометровом слое воды, где они развиваются до взрослой особи.

## Ссылка
- Видеосъемка в естественных условиях обитания